# Сарсак-Омгинская волость
Сарсак-Омгинская волость (тат.  سارساق-ئومغا ۋولىٰسىٰ, Sarsaq-Umƣa  vulьsь, Сарсак-Умга вулысы) — административно-территориальная единица в составе Вятской, Казанской губерний и Татарской АССР.
По состоянию на 1922 год волостное правление находилось в селении Сарсак-Омга. На 1910-е годы граничила с Салаушской, Варзи-Ятчинской, Больше-Кибьинской, Ильинской волостями Елбужского уезда и Киясовской волостью Сарапульского уезда.
Волость возникла не позднее 1842 года в состав Елабужского уезда Вятской губернии и была разделена в 1859 году на Больше-Кибьинскую и Старо-Сальинскую волости. Повторно образована в 1913/14 годах в составе того же уезда. В 1919/20 годах в составе Казанской губернии, с 1920 года вновь в Вятской губернии. В 1921 году была присоединена к Татарской АССР, где вошла в Елабужский кантон и в том же году перечислена в Агрызский кантон.
На 1922 год состояла из 18 сельсоветов (Биктовский, Кадралинский, Мордвинский, Мукшурский, Ново-Аккузинский, Ново-Кзыльярский, Чишминский, Аремский, Чажский, Тансарский, Сарсак-Омгинский, Старо-Кзыльярский, Сукманский, Табарлинский, Терсинский, Тубинский, Ново-Никольский), которые объединяли 24 селения. В 1924 году укрупнена, в её состав была включена Агрызская волость без Агрыза, а волость переименована в Омгинскую. В том же году вновь вошла в состав Елабужского кантона.
Упразднена в 1927 году при частичном районировании Татарской АССР, вся территория волости включена в состав Агрызского района.